# Cadre-47/2-Europameisterschaft der Junioren
Die Cadre-47/2-Europameisterschaft der Junioren wird seit der Saison 1976/77 in der Karambolagevariante Cadre 47/2 ausgetragen. In der Regel fand sie einmal jährlich statt. Ausgerichtet wurde sie vom europäischen Karambolagebillard-Verband CEB (Confédération Européenne de Billard).

## Geschichte
Nach dem Beginn des 1957 wurde erstmals für die Junioren ein eigenes Turnier eingeführt. Startberechtigt waren Teilnehmer bis zum 23. Lebensjahr. Es war aber noch keine offizielle Europameisterschaft. Dies änderte sich ab der Saison 1967/68 mit der Einführung der Zweikampf-Europameisterschaft der Junioren. Die Teilnahmeberechtigung wurde auf das 19. Lebensjahr verkürzt, aber ab 1984 auf 21 Jahre verlängert. Ab der Saison 1976/77 wurde der Zweikampf erstmals nicht mehr ausgetragen. In der Freien Partie und im Cadre 47/2 gab es eigene Europameisterschaften der Junioren. Das änderte sich wieder in der Saison 2007/08. Es wurde wieder der Zweikampf ausgetragen. In der Saison 2012/13 wurde wieder zur Einzelmeisterschaft in der Freien Partie zurückgekehrt. Cadre 47/2 wurde nicht mehr ausgetragen.

## Modi

### Partiedistanzen
1977–1988: 200 Punkte
1989–2007: 200 Punkte oder 20 Aufnahmen

### Spielsystem
1977–1988: Round-Robin-Modus
1989–2006: Round-Robin-Modus mit anschließender Knock-out-Phase

### Platzierungswertung
1. MP = Matchpunkte
2. GD = Generaldurchschnitt
3. HS = Höchstserie

## Rekorde
Rekordsieger:

3 Mal:

 Stany Buyle
 Frédéric Caudron
 Dave Christiani
Bester Generaldurchschnitt (GD) im Turnier:

080,00  Martin Horn (1991 in Athen )

Bester Einzeldurchschnitt (BED) im Turnier:

200,00  Fonsy Grethen (1981 in  Geel )

000000 Ad Koorevaar (1981 in  Geel )

000000 Stany Buyle (1982 in  Gemert )

000000 Harry van de Ven (1984 in  Menen )

000000 Raimond Burgman (1985 in  Madrid )

000000 Marc Massé (1985 in  Madrid )

000000 Fabian Blondeel (1986 in  Lelystad )

000000 Andreas Fuchs (1991 in  Athen )

000000 Dave Christiani (1998 in  Brünn )

Höchstserie (HS) im Turnier:

00200  Fonsy Grethen (1981 in  Geel )

000000 Ad Koorevaar (1981 in  Geel )

000000 Stany Buyle (1982 in  Gemert )

000000 Harry van de Ven (1984 in  Menen )

000000 Raimond Burgman (1985 in  Madrid )

000000 Marc Massé (1985 in  Madrid )

000000 Fabian Blondeel (1986 in  Lelystad )

000000 Frédéric Caudron (1989 in  Moyeuvre-Grande )

000000 Andreas Fuchs (1991 in  Athen )

000000 Patrick Andre (1995 in  Perpignan )

000000 Dave Christiani (1998 in  Brünn )

Höchstserie (prolongiert) (HS) im Turnier:

00277  Fonsy Grethen (1981 in  Geel ). Die prolongierte Serie wurde in den letzten Jahren nicht mehr gewertet.

## Turnierstatistik
Der GD gibt den Generaldurchschnitt des jeweiligen Spielers während des Turniers an.
| Nr. | Jahr      | Ort             | Gold                  | GD    | Silber                | GD    | Bronze               | GD    |
| --- | --------- | --------------- | --------------------- | ----- | --------------------- | ----- | -------------------- | ----- |
| 01  | 1976/77   | Herentals       | Thomas Wildförster    | 30,59 | Jos Bongers           | 30,90 | Piet Adrichem        | 18,84 |
| 02  | 1977/78   | Neunkirchen     | Jos Bongers           | 25,80 | Jan van de Ouwelandt  | 28,65 | Jan Arnouts          | 19,87 |
| 03  | 1978/79   | Saint-Raphaël   | Jan Arnouts           | 26,92 | Fonsy Grethen         | 23,41 | Piet Adrichem        | 19,75 |
| 04  | 1979/80   | Hollerich       | Fonsy Grethen         | 42,42 | Philippe Deraes       | 31,00 | Marco Zanetti        | 25,22 |
| 05  | 1980/81   | Geel            | Stany Buyle           | 38,88 | Marco Zanetti         | 28,75 | Fonsy Grethen        | 51,91 |
| 06  | 1981/82   | Gemert          | Stany Buyle           | 31,81 | Brahim Djoubri        | 20,58 | Ad Koorevaar         | 24,62 |
| 07  | 1982/83   | Wien            | Stany Buyle           | 36,84 | Christoph Pilss       | 21,81 | Fabian Blondeel      | 19,23 |
| 08  | 1983/84   | Menen           | Harry van de Ven      | 53,60 | Volker Simanowski     | 29,48 | Pascal van Brabandt  | 24,10 |
| 09  | 1984/85   | Madrid          | Raimond Burgman       | 42,92 | Fabian Blondeel       | 41,03 | Marc Massé           | 36,47 |
| 10  | 1985/86   | Lelystad        | Dick Jaspers          | 38,73 | Marc Massé            | 31,70 | Fabian Blondeel      | 43,50 |
| 11  | 1986/87   | Boussu          | Frédéric Caudron      | 41,17 | Fabian Blondeel       | 67,55 | Stephan Horvath      | 26,90 |
| 12  | 1987/88   | Tours           | Frédéric Caudron      | 43,55 | Stephan Horvath       | 30,47 | Peter de Backer      | 21,55 |
| 13  | 1988/89   | Moyeuvre-Grande | Frédéric Caudron      | 51,03 | Stephan Horvath       | 32,51 | Stefan Galla         | 27,33 |
| 14  | 1989/90   | Gemert          | Johan Claessen        | 28,57 | Martin Horn           | 28,46 | Raymond Knoors       | 21,25 |
| 15  | 1990/91   | Athen           | Martin Horn           | 80,00 | Andreas Fuchs         | 43,82 | Johan Claessen       | 31,28 |
| 16  | 1991/92   | Sierre          | Martin Horn           | 22,64 | Raymond Knoors        | 16,00 | Xavier Carrer        | 10,76 |
| 17  | 1992/93   | Tilburg         | Franky Spitaels       | 17,91 | Xavier Gretillat      | 28,57 | Thomas Nockemann     | 18,21 |
| 18  | 1993/94   | Herentals       | Jérôme Galerne        | 24,35 | Mario van Gompel      | 24,72 | Xavier Carrer        | 25,00 |
| 19  | 1994/95   | Perpignan       | Uwe Kerls             | 26,66 | Gunther Vastré        | 14,98 | Arnim Kahofer        | 28,84 |
| 20  | 1995/96   | Melk            | Jérôme Galerne        | 40,00 | Juan Carlos Pareras   | 20,46 | Josef Cervenka       | 17,49 |
| 21  | 1996/97   | Vejle           | Michael Mikkelsen     | 22,64 | Juan Carlos Pareras   | 25,04 | Stéphane Libert      | 17,58 |
| 22  | 1997/98   | Brünn           | Dave Christiani       | 54,54 | Esteve Mata           | 21,25 | Fabien Canonne       | 17,09 |
| 23  | 1998/99   | Krefeld         | Dave Christiani       | 38,70 | Esteve Mata           | 24,09 | Sjors van Ginneken   | 24,65 |
| 24  | 1999/2000 | Duisburg        | Dave Christiani       | 35,29 | Sjors van Ginneken    | 30,57 | Frédéric Mottet      | 19,56 |
| Nr. | Jahr*1    | Ort             | Gold                  | GD    | Silber                | GD    | Bronze               | GD    |
| 25  | 2000/01   | Rue             | Martien van der Spoel | 30,50 | Mikael Devogelaere    | 16,80 | Edgar Meerwijk       | 20,70 |
| 25  | 2000/01   | Rue             | Martien van der Spoel | 30,50 | Mikael Devogelaere    | 16,80 | Benoit Legros        | 20,16 |
| 26  | 2001/02   | Krefeld         | Mikael Devogelaere    | 26,93 | Martien van der Spoel | 36,73 | Sjors van Ginneken   | 30,67 |
| 26  | 2001/02   | Krefeld         | Mikael Devogelaere    | 26,93 | Martien van der Spoel | 36,73 | Ronny Lindemann      | 16,85 |
| 27  | 2002/03   | Gelsenkirchen   | Martien van der Spoel | 46,15 | Edgar Meerwijk        | 21,24 | Erwin van den Heuvel | 22,80 |
| 27  | 2002/03   | Gelsenkirchen   | Martien van der Spoel | 46,15 | Edgar Meerwijk        | 21,24 | Mikael Devogelaere   | 28,25 |
| 28  | 2003/04   | Calais          | Mikael Devogelaere    | 34,28 | Julien Rault          | 13,37 | Steve Dorard         | 21,05 |
| 28  | 2003/04   | Calais          | Mikael Devogelaere    | 34,28 | Julien Rault          | 13,37 | Erwin van den Heuvel | 16,81 |
| 29  | 2004/05   | Brünn           | Pierre Soumagne       | 36,36 | Raymund Swertz        | 16,13 | Erwin van den Heuvel | 29,35 |
| 29  | 2004/05   | Brünn           | Pierre Soumagne       | 36,36 | Raymund Swertz        | 16,13 | Jens Fischer         | 13,11 |
| 30  | 2005/06   | Krefeld         | Pierre Soumagne       | 50,00 | Ian van Krieken       | 20,51 | Shyaam Poedai        | 15,01 |
| 30  | 2005/06   | Krefeld         | Pierre Soumagne       | 50,00 | Ian van Krieken       | 20,51 | Maarten Janssen      | 14,71 |

Anmerkungen

*1 Seit 2001 wird der 3. Platz nicht mehr ausgespielt. Es gab nur noch Halbfinalisten.